# Bocolelo (Tohumeta)
Bocolelo ist eine osttimoresische Siedlung im Suco Tohumeta (Verwaltungsamt Laulara, Gemeinde Aileu).
Der Weiler Bocolelo liegt an der Westgrenze der Aldeia Acadiro zum Suco Fatisi, auf einer Meereshöhe von 744 m. Es befindet sich etwas abgetrennt von der Siedlungsanhäufung im Osten, die das Dorf Tohumeta bildet. Der direkte Nachbar ist der Weiler Aisi. Im Westen liegt einen halben Kilometer entfernt der Weiler Donfonamo im Suco Fatisi.